# Преонна зоря
Преонна зоря — гіпотетичний астрономічний об'єкт, що складаються з преонів, гіпотетичних елементарних частинок, що, можливо, входять до складу кварків. Густина такого об'єкта повинна бути ще вища, ніж у кваркової зірки, і досягати 1020 г/см³. Такі зірки були б важчі, але менші за розміром, ніж білі карлики та нейтронні зірки. Преонна зірка масою з Сонце мала б діаметр ~ 350 метрів. Можливо, такі об'єкти можуть входити до складу темної матерії, розв'язуючи парадокс недостатності маси видимих об'єктів для збереження цілісності галактик.

## Походження
Теоретично, преонні зірки могли бути сформовані в момент Великого вибуху з первинної преонної матерії, і зберегтися до наших часів. Однак, механізм їхнього формування не ясний.

## Можливі властивості
Передбачається, що маса преонної зорі може становити
{\displaystyle M\sim 2\times 10^{24}kg\left({\frac {TeV}{\Lambda }}\right)^{\tfrac {3}{2}},}
де
Λ — масштаб енергії[уточнити] compositeness[уточнити] T-кварка;
TeV — кількість[яка?] тераелектронвольт[уточнити].
Радіус преонної зорі оцінюється як
{\displaystyle R\sim 3\times 10^{-3}m\left({\frac {TeV}{\Lambda }}\right)^{\tfrac {3}{2}},}
Максимальна маса преонної зорі, за оцінкою, близько {\displaystyle \sim 10^{2}M_{\oplus }}.. Тут {\displaystyle M_{\oplus }} — маса Землі.
У даній роботі стверджується, що максимальний радіус такої зорі не може перевищувати 1 м. Середня густина її оцінюється у 1023 г/см³; однак густина у центрі може бути вищою.

## Можливості спостереження
Преонна зірка не випромінює, але, згідно з розрахунками, може бути виявлена за ефектом гравітаційної лінзи гамма-випромінювання. Експериментальних підтверджень поки не виявлено.